# Antillusa dominicana
Antillusa dominicana (лат.) — вид коротконадкрылых жуков, единственный в составе рода Antillusa и трибы Antillusini (подсемейство Aleocharinae). Эндемик Доминиканы (Антильские острова, Peravia, 36 км с.-з. San José de Ocoa, Северная Америка).

## Описание
Мелкого размера стафилиниды, длина тела 2,3 мм. Усики 11-члениковые. Обладают формулой члеников лапок: 4-4-4. Тело блестящее, коричневое, усики желтовато-коричневые с жёлтыми члениками от первого до шестого, ноги желтовато-красные. Глаза большие, длиннее заглазничной области головы, если смотреть сверху. Второй членик усиков короче первого, третий короче второго, четвертый-восьмой длиннее ширины, длина девятого и десятого равна ширине. Пунктировка головы густая, мелкая и слабая, пунктировка переднеспинки тонкая, умеренно густая и отчетливая. Форма тела веретеновидная. Голова уже, чем грудь, поперечно-округлая, её основание скрыто переднеспинкой, шея примерно в четверть ширины головы. Мандибулы остроконечные, правые с небольшим острым зубцом посередине внутреннего края. Переднеспинка поперечная, выпуклая. Надкрылья сзади и снаружи не выемчаты. Брюшко постепенно сужается от основания к вершине, первый видимый тергит поперечно вдавлен. Бока брюшка с длинными щетинками.

## Систематика и этимология
Вид Antillusa dominicana был впервые описан в 2012 году итальянским колеоптерологом Роберто Пейсом по типовым материалам с островов Карибского бассейна. По веретеновидному телу и формуле члеников лапок 4-4-4 новая триба сходна с трибой Paglini из Чили, но пятичлениковые максиллярные щупики, четырехчленные губные щупики и язычок-лигула в виде двух длинных лопастей встречаются в трибе Aleocharini, имеющей формулу лапок 5-5-5. Antillusini остается известным по единственному экземпляру мужского пола, и его филогенетические отношения внутри Aleocharinae неизвестны.
В 2021 году в ходе филогенетического анализа триб из подсемейства Aleocharinae таксон Antillusini был включен в кладу линии Aleocharini (3 трибы, 704 вида, Antillusini и Taxicerini), сестринскую к кладе HALD (Homalotini — Actocharini — Autaliini — Liparocephalini — Diglottini; 9 триб, 2994 вида) и к кладе OPH (Oxypodini — Placusini — Hoplandriini; 4 трибы, 2414 видов).